# 거창읍
거창읍(居昌邑)은 거창군의 군청 소재지이며 행정, 교육, 금융, 문화의 중심지이다. 88올림픽고속도로의 개통으로 교통과 관광의 중심이 되었으며, 농산물, 목재, 목화, 창호지, 담배의 집산지이고 양잠과 사과의 재배가 급격히 생겨났다. 읍내에는 거열군립공원, 덕천서원, 거창박물관 등의 명승고적이 있다.

## 개요
거창군의 중심부에 위치하면서 동쪽으로는 가조면과 남하면, 서쪽으로 마리면, 남쪽으로 남상면, 북쪽으로 주상면과 경계를 이루고 있다. 해발 200m 내외로 낮고, 평평한 한들, 공수들, 월천들이 있으며, 특산물로 사과, 딸기, 복수박, 포도가 유명하고, 거창 지역에서 대구, 김천, 광주, 진주 등의 지방중심도시로 통하는 교통의 요충지이다. 영남 내륙산간지에 위치하고 대륙적 영향을 많이 받아 기온의 일교차가 심하며, 비교적 비가 많이 오는 지역에 속하고 여름철에는 덥고 겨울철에는 추운 대륙성기후를 보인다. 세 개군 관할기관인 지청, 지원, 세무서, 소방서가 있고 금융기관이 많으며 거창대학, 한국승강기대학 등 교육의 중심지로서 서북부 경남의 역점 도시로 발전되어 가고 있으며, 주변 유원지로는 건계정 군립공원과 심소정, 장팔리 덕천서원 등이 있다.

## 연혁
신라시대에는 자야라고 하였고 거타(居陀) 또는 거열(居烈)이라 칭하였다가, 고려시대에는 협주에 속했으며, 조선시대에는 제창현, 거창현, 거창군 거창현으로 개칭되었다. 1658년~1660년에는 안음현에 속했으며 다시 거창부, 거창현, 거창군에 속했다. 1957년 10월 29일 월천면이 거창읍에 합병되었고, 1984년 1월 21일 로터리에 읍청사가 준공되었으며 2007년 2월 12일 상동택지지구에 새로 읍청사를 이전하였다.

## 행정 구역
- 중앙리
- 대평리
- 동변리
- 가지리
- 서변리
- 양평리
- 송정리
- 학리
- 정장리
- 장팔리
- 상림리
- 김천리
- 대동리

## 아파트
| 단지명              | 건설사                          | 시행사          | 주소                    | 주소   | 입주       | 비고     |
| ------------------- | ------------------------------- | --------------- | ----------------------- | ------ | ---------- | -------- |
| 거창 김천주공       | ㈜백일건설                      | 대한주택공사    | 거창읍 창남1길 40       | 김천리 | 1998년 4월 |          |
| 거창 상동주공       | ㈜중앙종합건설 제이알종합건설㈜ | 대한주택공사    | 거창읍 거열로7길 39     | 상림리 | 2003년 6월 |          |
| 거창 소만주공       | ㈜일신진흥                      | 대한주택공사    | 거창읍 소만2길 62       | 대동리 | 2007년 9월 | 국민임대 |
| 거창 대우           | 대우건설                        | 대우㈜ 건설부문 | 거창읍 거열로4길 144-20 | 가지리 | 1997년 7월 |          |
| 거창 푸르지오       | 대우건설                        | 하나자산신탁㈜  | 거창읍 송정2길 33       | 송정리 | 2018년 1월 |          |
| 거창상동 대경넥스빌 | ㈜대경건설                      | ㈜대경건설      | 거열로7길 29            | 상림리 | 2003년 7월 |          |

- 포스코이앤씨
  - 더샵포르시엘 1차 - 2024년 1월 입주
  - 더샵포르시엘 2차 - 2024년 12월 (예정)
- 베어스타운 - 1998년 6월 입주 / 삼부종합건설

## 교육 기관
대학교
| - 한국승강기대학 | - 경남도립거창대학 |

고등학교
| - 거창고등학교 - 거창여자고등학교 | - 거창대성고등학교 - 거창중앙고등학교 | - 대성일고등학교 - 아림고등학교 |

중학교
| - 거창중학교 - 거창여자중학교 | - 거창대성중학교 - 혜성여자중학교 | - 샛별중학교 |

초등학교
| - 거창초등학교 - 아림초등학교 | - 창남초등학교 - 창동초등학교 | - 월천초등학교 - 샛별초등학교 |

도서관
| - 거창도서관 | - 거창군립한마음도서관 |